# 劉養直
劉養直（1504年—？年），字敬夫，四川成都府內江縣人，明朝政治人物。

## 生平
四川鄉試第二十七名舉人，嘉靖十七年（1538年）戊戌科會試第一百九十四名，三甲第四十九名進士。授行人，二十一年五月選授刑科給事中，直聲動朝宇。嚴嵩掌權後，謫貴州布政司照磨。不久，經吏部鄭曉幫助，陞吏部稽勳司主事，歷文選司郎中。三十二年九月升通政使司右通政、提督誊黄，三十五年九月升太僕寺卿，陞順天府府尹，三十七年十一月擢戶部右侍郎，三十九年九月晋本部左侍郎，乞休歸。

## 著作
有《漫興詩集》、《文集》數卷。

## 家族
曾祖劉志寧，贈戶部主事；祖劉珏，成化進士，鶴慶府知府；父劉時（1472年-1547年），字尚忠，號介軒，揚州府通判；母張氏；繼母黃氏。严侍下。兄劉養仕，貢士，官潁州知州，弟養民